# Argowia
Argowia (niem. Aargau, fr. Argovie, wł. Argovia, retorom. Argovia) – kanton w północnej Szwajcarii, na Wyżynie Szwajcarskiej, w górach Jura. Siedziba kantonu znajduje się w mieście Aarau. 31 grudnia 2022 kanton liczył 711 232 mieszkańców
Na terenie kantonu występują złoża soli. Ziemie są urodzajne.

## Podział administracyjny
Kanton dzieli się na jedenaście okręgów (Bezirk), w skład których wchodzi łącznie 197 gmin (Einwohnergemeinde):
- Aarau
- Baden
- Bremgarten
- Brugg
- Kulm
- Laufenburg
- Lenzburg
- Muri
- Rheinfelden
- Zofingen
- Zurzach.

## Historia
Kanton w średniowieczu należał do Habsburgów. W 1415 opanowany przez Związek Szwajcarski, podzielony pomiędzy inne kantony. Samodzielnym kantonem został dzięki Napoleonowi w 1803. W 1841 katolicy wywołali nieudane powstanie przeciwko protestantom; od tego czasu kanton wyróżniał się swym antyklerykalizmem.
Od 23 kwietnia 1885 ustrój czysto demokratyczny. W początkach XX wieku gospodarka opierała się na produkcji owoców, wina, hodowli bydła. Na Renie rozwijało się rybołówstwo. Rozwinięty był przemysł włókienniczy (bawełniany, jedwabniczy, hafciarski) i spożywczy (tytoniowy). Dużą rolę komunikacyjną odgrywała żegluga śródlądowa na Renie i Aare. W 1920 r. liczba ludności kantonu wynosiła 240,8 tys. mieszkańców (128,4 tys. protestantów, 100,4 tys. katolików).

## Demografia
Językiem urzędowym kantonu jest język niemiecki. Językami z najwyższym odsetkiem użytkowników są:
- język niemiecki – 87,1%,
- język włoski – 3,3%,
- język serbsko-chorwacki – 1,9%[2].

## Gospodarka
W kantonie rozwinął się przemysł maszynowy, elektrotechniczny, metalowy, włókienniczy oraz chemiczny.